# Patty Schemel
Patricia Theresa "Patty" Schemel, född 24 april 1967 i Marysville, Washington, är en amerikansk trummis, mest känd för sin medverkan i rockbandet Hole.
Schemel ersatte Caroline Rue i Hole efter bandets första skiva Pretty on the Inside, och spelade trummor på Holes två sista album, Live Through This och Celebrity Skin. Bandet splittrades 2002. Hon spelade också på Holes frontkvinna Courtney Loves soloalbum America's Sweetheart från 2004, där hon även medverkade som låtskrivare. 
Andra Schemel har spelat med är Phranc, där hon spelade trummor på Godyfoot-EP:n och Juliette Lewis band Juliette and the Licks, där hon medverkade på debut-EP:n ...Like a Bolt of Lightning.
Dokumentärfilmen Hit So Hard från 2011 handlar om Schemels liv.
Hon är homosexuell.